# Marcel Rémy (alpiniste)
Pour les articles homonymes, voir Marcel Remy et Remy (homonymie).
Marcel Remy, né le 6 février 1923 en Gruyère et mort le 11 juillet 2022, est un alpiniste amateur suisse, connu pour ses impressionnantes réalisations en escalade.

## Biographie
Fils de Bertha et François Remy, Marcel est né le 6 février 1923. Son père était paysan et bûcheron avant de devenir ouvrier aux chemins de fer. Il passe son enfance du côté de la gare des Cases du MOB où il croise des touristes aisés qui lui offrent des oranges, des fruits, du thé et même un jour des skis. C'est là qu'il apprend à skier, tout seul sans professeur. Le 1er 1942, un drame survient alors qu'il va déblayer la neige avec son père cheminot en pleine nuit. Une avalanche emporte la maison Rémy aux Cases avec sa mère Bertha Marie (née Jordan) et sa petite sœur Yolande âgée de 16 ans. Elles décéderont toutes deux à l'hôpital de Montreux. Son petit frère Roland par contre a survécu alors qu'il était dans son lit, protégé par un poteau qui a séparé la masse de neige en deux,,. Marcel Remy commence à travailler très jeune dans le domaine agricole, et se marie en 1950. Il deviendra employé des chemins de fer aux CFF, avant de prendre sa retraite. Il a vécu dans la maison garde-barrière à la gare de Bossière,.
Il réalise de nombreuses courses dans les Alpes vaudoises et fribourgeoises, ainsi que des classiques comme le Cervin, le Grand Combin ou le mont Blanc par les trois monts.
Devenu passionné, il a initié de nombreuses personnes à cette pratique. Ses deux fils, Claude et Yves Remy, deviendront des grimpeurs de haut-niveau, ouvreurs de nombreuses voies sportives (Suisse, Presles, Kalymnos),.
En 2017, âgé de 94 ans, il réalise l'ascension du Miroir de l’Argentine (14 longueurs, 5b/5c, cotée « difficile »), une falaise de 450 mètres de hauteur dans les Alpes vaudoises, accompagné de ses deux fils. Il sera redescendu en parapente.
Malgré des opérations médicales et deux prothèses de hanche, Marcel Remy s'entraîne presque quotidiennement en salle d'escalade. À 94 ans, il réalise des ascensions en tête jusqu'au 5c en salle et en falaise et pratiquait encore le ski de piste et le ski de fond. En 2019, il enchaine Les guêpes (5c, Saint-Loup). En 2022, âgé de 99 ans, il enchaîne en tête une voie de 16 mètres en salle cotée 4c.
Il est mort chez lui pendant son sommeil dans la nuit du 10 au 11 juillet 2022. Il était âgé de 99 ans.